# Stolonivector clasmatocoleoides
Stolonivector clasmatocoleoides là một loài Rêu trong họ Geocalycaceae. Loài này được J.J. Engel mô tả khoa học đầu tiên năm 2009.